# 満月をさがして
『満月をさがして』（フルムーンをさがして）は、種村有菜による漫画作品、及びそれに連動する形で放送された同名のテレビアニメ作品。

## 概要
月刊少女漫画の雑誌『りぼん』2002年1月号から2004年6月号までコミック版を連載。全30話。また、それにほぼ並行する形で同名のテレビアニメシリーズも放送開始。2002年4月から翌2003年3月にかけてテレビ東京系列6局で放送された。全52話。
同時期の漫画『電脳少女☆Mink』同様、『魔法の天使クリィミーマミ』の路線を踏襲した変身魔法少女アイドル作品である。
連載にあたっては「病弱の女の子が好きな人に会いたい＋死神」というテーマ設定から決められた。
タイトルの「満月をさがして」とは、作者が小学生の時に描いた絵に付けられていたもので、長年そのタイトルを気に入っていたため、本作の連載決定時に内容がイメージと合うということで採用された。なお、その小学生の頃に制作した『満月をさがして』の内容は、「絵本の中の男の子に恋した女の子（現実では孤児でつらい目にあっている）が、ある夜絵本の中から男の子が出てきて一晩空を飛んだりして楽しく過ごす、お別れの時にそんなにこの世界がつらいなら一緒に行こうと言われ、養母が部屋に入ってくると女の子はもういなくて絵本には男の子とその女の子が仲良く月の前を飛んでる絵が足されている」というものだった。
満月は堀江由衣の歌をイメージしたキャラだと作者がコメントしている。また、その髪型はミニモニ。時の加護亜依をイメージしたものである。
種村有菜作品は海外においては特にドイツで人気があり、すでに『神風怪盗ジャンヌ』が成功していたが、本作はドイツにおける日本漫画の売上で2004年度に1位、翌2005年には2位といずれも高順位を記録した。

## あらすじ
主人公・神山満月は、最愛の人・桜井英知との約束で歌手を目指している12歳の少女。ところが喉の病気が原因で、思い切り歌うことが出来ない身体であった。
そして彼女の前に「タクト」と「めろこ」という、彼女の死を予定通りに迎えさせる役目を仰せつかっている2人組の死神が現れる。
自らの余命を知った満月はタクトの能力を借りて16歳の少女の姿に変身し、音楽事務所のオーディションを受ける。これに見事合格した満月は、「フルムーン」として芸能界に鮮烈デビューを果たす。

## 死神
本作品での「死神」は、主要人物のタクト、めろこ、いずみを含め全員が生前に自殺した元人間である。
通常、死神になると生前の記憶は一切消えるが、半人前であるうちに何かの拍子に思い出すとそのショックで幽霊となり、永遠に姿が見えないまま、この世を彷徨うこととなる。生前の記憶が戻ると、死亡時のまま時間が停止したような状態になるため、めろこが記憶を取り戻した際には、生前雨に濡れたまま死んだ時のように身体が水で濡れていた。また、基本的に死んだその瞬間から時を遡るように思い出していく。死神には全員羽が生えているが、半人前のうちはレプリカであるリュックを常に背負う。
死神としての名前は生前にちなんだものになることが多いが、自殺の原因が深刻だった者や感情が表に出やすい者は、万が一生前を思い出してしまった時のショックが大きいため、名づけの由来が複雑になる。死神名が生前の名前とほぼ変わりないタクトやいずみに比べて、めろこの名前が一見して生前の名前とかけ離れているのはそのためである。
死神の外見年齢は死亡時の実年齢ではなく、死亡時の精神年齢による。6歳の時に死亡したいずみが死神になった現在はめろこたちと同じくらいの年齢の外見なのはそのためであり、タクトは死亡時の年齢よりも少し若々しい外見となった様子。
作中に出たのは小児科のみだが冥府はいくつかの科に分かれ、上層部を除いた一般の死神たちはそれぞれ所属する科がある。作中の説明によると「無口で無愛想な者がほとんどの死神たちの中で、比較的明るい性格の者が小児科にまわされる」らしい。
主要人物のタクト・めろこ・いずみは全員小児科所属で、なおかつ身体に動物の耳と尾がついているが、タクトの猫耳と猫しっぽは、半人前であるため羽と同様レプリカ。猫耳は帽子で、猫しっぽは取り外せる模様。さらに動物に変身することができるが、これは魂を回収するときに子供に怖がられないようにするためである。
死神は通常、職務実行時は2人組となり、死神部長が科の上司にコンビ名をつけられる。なお、作中に出てくるコンビ名はすべて作者・種村の好物からとっている。

## 登場人物

### 主要人物
神山 満月（こうやま みつき）
声 - myco
本作の主人公。5月12日生まれ（アニメ版では4月4日生まれ）。身長142cm、体重34kg、血液型A型。
喉に重い病気を持ち、突然現れた死神に余命1年と宣告された、12歳の少女。人間には見えないはずの死神の姿が見える（この理由は中盤で明らかになる）。タクトの神力により16歳に成長した姿に変身し、「フルムーン」として歌手活動を始める。争いを嫌うおっとりとした性格だが、自分の本質に触れようとする人間には激しい拒絶を見せることもある。ストレートのロングヘアをツインテールの縦ロールにまとめていることが多い。
最終的には人間に戻ったタクトと結ばれる。番外編で、名付け親が生前のタクト（托人）である事が描かれている。母方の実家である神山家に10歳で引き取られるまでは孤児であり、施設で生活しており、そこで英知と出会う。旧姓は古賀。
原作第19話で、出て行こうとしためろこに、祖母・文月が音楽嫌いな理由を田中さんに聞いたことがあると明かし、両親と清十郎・文月との関係を知っていたことを告げた。そしてそこから「めろこ = 自殺した祖母の親友･萌」という図式を導き出していた。
原作においては、英知の死を知りながらその事実から逃避していたため、それを知るそぶりを全く見せなかった。さらに原作の終盤では、死神部長やデスマスターたち死神をその重責から解放する役割を彼女が担う。
アニメ版では、英知の死を一切知らない。また原作ではほとんど休みがちだったためか学校生活のことは一切描かれないが、普通に学校に通い同年代の友人もいる。また、めろこに敬語を使わないなどの原作との相違点がある。
フルムーン
満月がタクトの神力により16歳に成長した姿。本来の黒髪から金髪に染めている。本来は喉の病気のため大きい声で歌うことができないが、変身後は病気が進行しない健康体であり、思いのままに歌うことができる。デビュー後は瞬く間に売れっ子になる。自身で歌詞を作詞する。
タクト・キラ
声 - 斎藤恭央（あばれヌンチャク）
満月の運命である死の期限が変わらないよう、死神部長の命令により満月の監視をしに来た死神コンビ「ねぎラーメン」の一人。ネコ耳の帽子をかぶっている。鈴つきの赤い首輪をした白いネコに変身できる。とある事情から、死神としては半人前であるため羽もネコ耳も未だレプリカ。規則違反であると知りながらも、神術を使い満月をフルムーンに変身させる。短気かつ意地悪で素直になれない性格だが、根は優しく照れ屋。満月のことが好き。
人間だった頃は人気バンド「ROUTE:L」のボーカル・吉良 托人（きら たくと）（声 - 大津田裕美、ちなみにアニメでのファーストネーム表記は拓人（たくと））。歌は、大重いわく「声変わり前のはずなのに、大人っぽいいい声」だったらしい。托人は満月と同じように喉の病気にかかってしまい、芸能界を引退し医者となった若王子が手術をするが、声帯を摘出したために声を失ってしまう。歌を歌えなくなり、絶望した托人は入院中の病院の屋上から投身自殺を図るも失敗し、魂が離れた肉体は昏睡状態となり病院で眠り続けていた（そのためいつまで経っても半人前のままだった）。
アニメ版では声帯を摘出する手術をしたことに関しては触れられていない。喉の病気が悪化して歌えなくなり、音楽のない世界へ逃げ出したいと思い、雨の中をバイクで走行中、事故死したため若王子は托人が死んでいたことを知らなかった。
ある事件がきっかけで、死の直前の記憶を思い出し、幽霊化一歩手前まで行ってしまったが、満月の命を救い、結果的に満月の死の期限を延ばす。本当の優しさに触れた托人はもう一度人間として生きるチャンスを与えられる。原作では、満月とともに受けた死神主人（デスマスター）の鎌の影響で、死神時代の記憶を残したまま魂が昏睡状態だった肉体に戻り、3年のリハビリを経て満月のコンサートに登場、満月と結ばれる。アニメ版では記憶喪失で蘇るが、満月の姿を見て、記憶を取り戻す。サウンドトラックのドラマでは記憶を失ったままである。
めろこ・ユイ
声 - 本多知恵子
タクトとコンビを組む死神。うさぎ耳が特徴。死神としてはベテランのため、うさぎ耳も羽も本物。背中に羽を持った、目つきの悪いピンク色のうさぎに変身できる。また、神術で他者の姿になることも可能。かつてコンビを組んでいた死神のいずみのことが忘れられない一方で、タクトのことも想っている。得意技は裏拳らしい。魂を狩るための武器は鞭だが、作中で使用されることはほぼなかった。満月とは仲は良いが、正反対で気が強くヤキモチ焼きな性格。反面満月を気遣うなどしっかりした面もある。
人間だった頃の名は里匡萌（りきょう もえ）。この名をローマ字表記でアナグラム化したものが「めろこ・ユイ」である(rikyoumoe→merokoyui)。人間時代は満月の祖母・文月とは親友同士であった。萌には生前好きな人（古雅清十郎）がいたが、清十郎は文月を好きになってしまい、文月を強引に許婚にしてしまう。清十郎の行為で、萌は文月の元許婚と婚約させられることになってしまい、その男性に押し倒されて襲われかけるなど悲惨な目にあう。さらに文月と清十郎がキスしているのを見てしまったことで、萌はすべてに絶望して自殺してしまった（原作では雨の日に手首を剃刀で切ったような描写がある）。
原作終盤では満月のおかげで自分自身と向き合えたいずみと、よりを戻してコンビを組んでいた。一方、アニメ版では満月を助けたことと、慈愛を知ったことにより冥府を追放されるも、後に天使になった。
アニメ終盤では、消えかけているタクトに満月を変身させる力を与えるため、巻いている耳の前の髪を残して、髪をばっさり切っている。
いずみ・リオ
声 - 緒方恵美
12月24日生まれ。
かつてのめろことコンビ「ミルメイク」を組んでいた、サディストな死神。現在はジョナサンとコンビ「ヤミナベ」を組んでいる。
死神部長・シェルダンの命を受け、なかなか公務を執行しないタクトとめろこを監視するため人間界にやってきた。イヌ耳。めろこ同様にベテランのため、イヌ耳も羽も本物だがイヌ耳の上からイヌ耳帽子もかぶっている。イヌに変身できるが、タクトやめろこと違い、変身するとなかなか元に戻れず、しかも喋れなくなるため、めったに変身したがらない。アニメ版ではアイキャッチにのみ登場。何かとタクトに絡んでくる。魂を狩るための武器は、若い男女にはキスでそれ以外は大鎌。
人間だった頃の名前は泉利緒（いずみ りお）。幼少から母親・泉香奈（いずみ かな）に虐待され続け、6歳で母親を自分から解放するために踏切に飛び出して自殺した。死神になったばかりの頃はかなり荒んでおり、他の死神をいじめたり、めろこを愛していたにも関わらず酷い振る舞いをしたりと、極めて歪んだ性格をしていた。しかし、満月と関わるうちに自身の心と向き合っていくことになり、最後は軟化する。
原作では生前の記憶をほぼ完全な形で持ったまま、死神となった。また、タクトが生き返った後である最終回ではめろこと復縁しコンビを再結成、めろこに合わせて白服に着替えているが、アニメ版では特に進展することなく終わった。
桜井 英知（さくらい えいち）
声 - 木村良平
満月の想い人。優しく温和な性格。両親の死後、祖父に引き取られるが、その祖父も亡くなったため最終的に施設にやってきた過去を持つ。祖父の遺品である、月について書かれた本を大切にしている。夢は天文学者。
2年前まで満月と同じ施設にいたが、14歳の時に桜井家に引き取られ、アメリカへと向かう飛行機が太平洋沖で墜落し、帰らぬ人となった（施設に来た当初から桜井姓であり、それが桜井家に引き取られる理由となった）。その魂はタクトによって天上へ導かれかけるが、それを拒んでずっと満月のそばに留まっていた。
原作最終回では、タクトと結ばれて幸せになった満月を見て成仏する。
アニメ版では1984年生まれで満月より6歳年上となっており、原作（4歳年上）と設定年齢が異なる。

### 人間
若王子 圭一（わかおうじ けいいち）
声 - 小川輝晃
満月の主治医。30歳。かつては人気バンド「ROUTE:L」のキーボード担当で、当時のニックネームは王子。原作では、リーダーである葵の恋人であり、後に満月の母親となる葉月のことが好きだったことを告白。行方不明になった満月を探すため、医者を休職して芸能界に戻り、途中からフルムーンのプロデューサーを務めている。元アイドルであり、現在はフルムーンのマネージャーを務める大重と再会し、最終的に恋仲になる。番外編では大重にプロポーズしていた。
彼の乗っている車はアニメ33話では「種村」ナンバーになっている。
若松 円（わかまつ まどか）
声 - 可名（現：太田衣美）
フルムーンとライバル関係にあるアイドル歌手。本名は暮林千暁（くればやし ちさと）。原作では、名のある家柄のお嬢様で婚約者もいたが、自らの顔を整形して自らの全てを捨てて歌手になった過去を持ち、命と引き換えに歌手になった満月と対になる存在であった。現在は人気デュオ「OZ」のボーカル・那智と付き合っている。
アニメ版では大映ドラマの悪役のように裏で暗躍して、かなり露骨にフルムーンが売れていくのを妨害していたが、途中より心を入れ替え、名実ともにフルムーンの良きライバルとなる。飼っているペットはミニブタの「ぐっちゃん」。整形前はデブだったらしい。
原作番外編では、小さな頃に、転んで膝をすりむいた那智（総一郎）に対し、「はいっ ばんそこえーど!」とバンドエイドを渡しているシーンがあった。
大重 正実（おおしげ まさみ）
声 - 瀬尾智美
フルムーンのマネージャー。かつては自身も「花飾結菜（はなかざり ゆいな）」の名前でアイドルをやっていた。原作では第1話・第2話にも登場している（髪の長い女の人が大重）。
本名である「大重正実」は、りぼん編集部の新旧編集長から取ったらしい。
ROUTE:L時代からの若王子の追っかけであり、アイドル時代に音楽番組でROUTE:Lと一緒になった際は、マネージャーに頼んで若王子に会いに来たこともあるが、終盤にてアニメ原作両方で結ばれる。原作では当初、社長と不倫関係になっていた。
貴条充（きじょう みつる）
満月の所属するレコード会社の若社長。若松円のマネージャー・今村鈴の兄（婿養子らしい）。大重と不倫関係にある。
以前は「ROUTE:L」のライバルバンド「クラシック・オーシャン」のメンバーだった。普段はコンタクトレンズを使用。原作4巻の書き下ろしコミックで葵に「みつるん」と呼ばれていた。
今村 鈴（いまむら すず）
声 - 深見梨加
若松円のマネージャー。かつては大重正実と同じく「新山美紅（にいやま みく）」の名前でアイドルをやっていた。
大重正実とは犬猿の仲のようだが彼女と兄（貴条充）の不倫について気にかけており、大重正実曰く、「仲の悪い設定」らしい。アイドル時代、大重よりは売れていたらしい。
アニメ版では若松円の後任のマネージャー。
林 光理（はやし ひかり）
元パリコレモデルで、現在はスタイリスト。フルムーンのコンサート用の衣装を担当した。どこかの御曹司にプロポーズされたが、受けるか迷っている。
生前のタクト（吉良托人）と恋仲であったが、タクトとは遊びで、また別の男性と付き合っていた。タクトが実体化した時にたまたま再会し、タクトを街で連れ回したため一時騒ぎになる。だが最終的にタクトに諭され、改めて遊びでも托人が好きだったことを確認する。
古雅 葵（こが あおい）
声 - 高橋広樹
満月の父。実は、文月の想い人であった清十郎の息子。作中では常に作務衣姿で描かれる。
人気バンド「ROUTE:L」のギタリストでリーダーだったが、結婚後に解散し、葉月が産気づいたとき、車で病院に向かう途中事故で亡くなる。
タクト曰く、作務衣姿で能天気な人物だった。満月のアホ毛は彼譲り。
古雅 葉月（こが はづき）
声 - 笠原弘子
満月の母。旧姓：神山。とても身体が弱く、葵と駆け落ちし神山家を飛び出すも、満月を産んですぐに亡くなる。文月曰く、フルムーン時の姿の満月と容姿が似ているとのこと。原作では文月の回想シーンでのベタのシルエットでしか登場していない。
神山 文月（こうやま ふづき）
声 - 杉山佳寿子（若い頃:中尾有紀）
満月の祖母で、葉月の母。とても厳しいが、根は穏やかな優しい性格。昔は病弱で学校も行けずに屋敷に閉じこもりがちな深窓の令嬢だった。その頃、里匡萌（生前のめろこ・ユイ）とは親友同士だった。しかし、清十郎に恋した萌が清十郎のことばかり言うようになり、許婚からは遊んでいないで妻となる準備をしてほしいと萌に会わないように言われ、萌に会えなくなるのは嫌だと悲しんで泣いていたところを清十郎に見られて、清十郎はそんな文月に惚れてしまう。最初は萌のこともあって、清十郎に対していい印象をもっていなかったが、自分に贈り物をしたり、強引に自分を許婚にするなどした行為に心を動かされて、やがて清十郎の愛を受け入れた。だが、文月が清十郎の愛を受け入れたことが萌の自殺を招いてしまい、結局、清十郎とは破局して、別の男性と結婚した。萌も葉月も音楽をやっていた人間に関わって亡くなったことから音楽自体を嫌っていたため、孫娘の満月が歌手を志すことにも露骨に嫌悪を表して反対し、原作では満月を家の離れに軟禁していた。だが、満月が家出したのをきっかけに、彼女の心情にも少しずつ変化が起こるようになる。
アニメ版では、かつては音楽学校で知り合った婚約者（声:植木誠）がいたが、自分よりも音楽を選んでしまった為に辛い事を思い出してしまうとして捨てた過去を持つという設定になっている。
田中さん（たなか-）
声 - 赤土眞弓
神山家のお手伝いさんで下の名前は「よね」。現在はいわゆる「おばさんパーマ」だが、子供時代はちびまる子ちゃんを連想させるようなおかっぱだった。音楽を嫌う文月に知られないように、こっそりとラジオで音楽を聞いている。
アニメ版では若王子に色目を使い、大重と対決したこともある。幼い頃から神山家に仕えていた。離れに軟禁されている満月の見張りに近いこともやっている。
古雅 清十郎（こが せいじゅうろう）
文月と萌が話をしている時に、「ギーゴーグー」とひどい音を響かせてヴァイオリンの練習をしていた、「古雅財閥」の御曹司。萌から慕われていたが、清十郎は文月に恋してしまい、強引に文月を自分の許婚にする。しかし、その行為が萌を自殺に追い込み、文月から結婚を断られて破局した。原作終盤で神山家を訪れ、文月と再会。葵の父（満月にとっては父方の祖父にあたる）。奥さんはかなり前に亡くしたらしく、再会後、文月と再婚しているらしい。
那智（なち）
原作のみ登場。本名は紫堂総一郎（しどう そういちろう）。人気デュオ「OZ」のボーカルで、満月の芸能界での初めての友人。勘が鋭く、普通の人間には見えないはずのタクトの存在をインスピレーションで言い当てたことがある。
満月に優しく、満月に嫌がらせをする円に苦言を示す。だが実は京都の名家の跡取りで、円（千暁）の元婚約者であり、幼い頃から好きだった円を追いかけて顔を整形して芸能界に入り込んだ。その際、かなり垢抜けたらしく、総一郎として円と再会した時「どうしてそんなにあかぬけてんの?!」と言われた。円と相思相愛の仲になり、後に正体を明かす。整形前はチビでブサイクだった。最終回で円にプロポーズした。
高須 広平（たかす こうへい）
声 - 郷田ほづみ
アニメ版オリジナルキャラクター。天才プロデューサーで、フルムーンの初期プロデュースを務めた人物。
また、円のプロデュースも手掛ける。
和美・フランクリン（かずみ・フランクリン）
声 - 冨永み〜な
アニメ版オリジナルキャラクター。満月がかつていた児童施設の先生。現在は施設を辞め結婚し、アメリカに住んでいる。
七海（ななみ）
声 - 宍戸留美
アニメ版オリジナルキャラクター。フルムーンのファン第一号となった幼い少女。両親はコンビニエンスストアで働く。
登場話数の後もちょくちょく登場する。
桑原 薫子（くわばら かおるこ）
声 - 杉田都子
アニメ版オリジナルキャラクター。文月の幼馴染で、現在は自宅を兼ねたピアノ教室の先生となっている。文月が音楽を捨ててからも交流をしていたが、葉月を亡くしてからは音信不通となってしまった。

### 死神
ジョナサン / シェルダン
声 - 森訓久
現在いずみとコンビを組んでいる死神。原作ではいずみが部長と連絡を取った際に、気絶しているジョナサンを通信機代わりにしているような描写があったが、その正体は死神部長・シェルダン。魂を狩るための武器は大鎌でいずみのものより凝ったデザインのもの。アニメ版ではジョナサンの正体は明かされず、死神部長も台詞の上で登場しただけである。
ちなみに、ジョナサンの容姿は、作者が『ハリー・ポッター』シリーズに登場するポルターガイスト・ピーブズをイメージして描いていたものがそのままキャラクターになったという逸話がある。
ミスティア
原作のみ登場。死神主人（デスマスター）を名乗る女性の死神。遥か昔、冥界に最初に来て冥府を創立し、一番始めに死神になった魂。そのきっかけは地上の少女に「死神さん」と呼ばれた事であったが、めろこやいずみを救おうとする満月の言葉でその言霊から解放され、最終回では死神部長とともに托人の声帯を精製し、その時の力の使いすぎが原因で部長ともども消滅。魂を狩るための武器は大鎌（鎌というよりは斧のような形に近く、シェルダンやいずみのものとはデザインが大幅に違う）。好きな言葉は「髑髏」。

## サブタイトル
毎回作者・種村有菜がこだわりを持ってつけている。
- 第1話 満月の場合
- 第2話 翼がはばたくかぎり
- 第3話 それはたからもの
- 第4話 お互い半分天使
- 第5話 虚ろな海のまんなかで
- 第6話 「まどか」の条件。
- 第7話 ひたすらに想うのは君だけ
- 第8話 果てしなき命の宴
- 第9話 今なら、まだ、もう。
- 第10話 淋しさは愛しさとともに
- 第11話 天使のヴィジョン
- 第12話 禁断のHIDE AND SEEK
- 第13話 秘めては満つる恋心、君に…。
- 第14話 無理に、前だけ向いて
- 第15話 あなたも呼んでいるんだからもっと

- 第16話 失われた鎖、つなぐひと
- 第17話 鯛焼きとウラハラとめろこ。
- 第18話 純粋アンチテーゼ100%
- 第19話 雨に降る追憶の雫、見えるでしょう。
- 第20話 踏切で迷うから、きっと僕の名前を呼んで
- 第21話 純・愛・恋・歌
- 第22話 絶対領域深夜革命
- 第23話 神様も止められない、月ひとつ。
- 第24話 あなたを愛する人。
- 第25話 シュガーレス・ミルク・チョコレート
- 第26話 人魚姫が君なら
- 第27話 兎月夜・ユメナミダ
- 第28話 満月をさがして
- 第29話 もう叶うことがないのなら、僕は。
- 第30話 たった1人の、英知君へ。

## OVA版
2002年8月6日、7日に開催された「りぼんおたのしみ祭2002」で、イベント用に制作されたアニメ。タイトルは『満月をさがして かわいい かわいい 大冒険』。1話分製作。『りぼん』2002年11月号でアニメビデオが応募者全員サービスされた。ビデオには『ウルトラマニアック』のイベント用アニメも同時収録されている。
キャスト
- 神山満月、フルムーン - myco
- タクト・キラ - 斎藤恭央
- めろこ・ユイ - 本多知恵子
- 吾作（犬） - 下崎紘史
- ADイトウくん - 平野貴裕
- 振付師モモヨ - 中尾友紀

スタッフ
- 脚本 - 青空静馬
- 絵コンテ・演出 - ボブ白旗
- キャラクターデザイン・作画監督 - 工藤裕加
- 美術監督 - 梶原芳郎
- 撮影監督 - 川口正幸
- 音響監督 - 平光琢也
- 音楽 - 福島祐子
- 監督 - ボブ白旗
- 協力 - テレビ東京
- アニメーション制作 - スタジオディーン

## テレビアニメ
テレビ東京系列で、2002年4月6日から2003年3月29日にかけて放送されていた。
このアニメは放送枠が『東京ミュウミュウ』放送の際、他にも少女向けアニメを放送しようという局の意向でかなり急に決まったという経緯があった。
急に決まったアニメ化を象徴するように玩具などの関連商品の販売と画面への登場は3クール目までなかった。しかし、後のアニマックスでの放送の好評で主題歌の通信カラオケのアクセス数増加を起こし、放送終了から2年後の2005年10月19日に最終回のライブ盤CD「満月をさがして フルムーン・ファイナルライブ」がリリースされ、放送終了から数年を経ての関連商品の展開が行われた。
アニメ版ではストーリーの展開や、めろこの服の色など、様々な設定がコミック版のものとは異なっている。エンディング曲の歌詞が原作に使われたり、タクトの性格に関してはアニメ版の影響を受けている事を作者がコメントしている。
テレビ東京系列での本放送時はCBC制作でTBS系列の『星のカービィ』が放送されて好調な中で突然新設された放送枠だったので、後発で開始した『満月』の視聴率はカービィが休止した際は3%程度の視聴率を記録するも通常は2%以下と苦戦を強いられ、後番組の『無限戦記ポトリス』はさらに苦戦することとなる。その為、『東京ミュウミュウ』とともに予定通り4クールで終了した（『ミルモでポン!』のみ延長され、3年半続いた）。
なお、タクト役は、ブレイク前の桜塚やっくん（当時の芸名は斎藤恭央）が声の出演をしていた。
韓国では、2004年4月13日から『月光の天使(달빛천사)』という標題でトゥーニバースで放映された。

### スタッフ
- 原作 - 種村有菜（集英社りぼんマスコットコミックス）
- 企画 - 小林教子、杉山豊
- 監督 - 加藤敏幸
- シリーズ構成 - まさきひろ
- キャラクターデザイン - 工藤裕加
- 美術監督 - 坂本信人
- 撮影監督 - 青木孝司
- 色彩設定 - 松本真司
- 編集 - 森田清次
- ビデオ編集 - 東京現像所
- 音響監督 - 平光琢也
- 音楽 - 椎名KAY太、武藤良明
- 音響効果 - 加藤昭二 （アニメサウンド）
- 協力 - 東映アカデミー
- プロデューサー - 山川典夫、松下洋子→三宅将典
- アニメーションプロデューサー - 長谷川士龍
- アニメーション制作 - スタジオディーン
- 製作 - テレビ東京、NAS

### 主題歌
オープニングテーマ
「I♥U」（第1話 - 第26話）
作詞 - YOPPY / 作曲 - THE★SCANTY / 編曲 - MASAHIDE SAKUMA / 歌 - THE★SCANTY
「ROC-K'N ROLL PRINCESS」（第27話 - 第52話）
作詞 - YOPPY / 作曲・編曲 - MASAHIDE SAKUMA / 歌 - THE★SCANTY
「나의 마음을 담아」(私の心を込めて)（韓国版 - 全のエピソード）
作詞 - シン・ドンシク / 作曲 - イ・チャンヒ / 歌 - イ・ヨンシン

エンディングテーマ
「New Future」（第1話 - 第6話、第52話）
作詞 - myco / 作曲 - 辺見鑑孝・田辺晋太郎 / 編曲 - 辺見鑑孝 / 歌 - Changin' My Life
※最終回はフルサイズバージョンで流された。
「Myself」（第7話 - 第26話）
作詞 - myco / 作曲 - 田辺晋太郎 / 編曲 - 辺見鑑孝 / 歌 - Changin' My Life
「ETERNAL SNOW」（第27話 - 第42話）
作詞 - myco / 作曲 - 田辺晋太郎 / 編曲 - 本田優一郎・辺見鑑孝 / 歌 - Changin' My Life
「Love Chronicle」（第43話 - 第51話）
作詞 - myco / 作曲 - 田辺晋太郎 / 編曲 - 本田優一郎・辺見鑑孝 / 歌 - Changin' My Life

### 各話リスト
| 話数 | サブタイトル                  | 脚本       | コンテ         | 演出       | 作画監督   | 放送日        |
| ---- | ----------------------------- | ---------- | -------------- | ---------- | ---------- | ------------- |
| 1    | それでも歌いたい              | まさきひろ | 加藤敏幸       | 清水明     | 工藤裕加   | 2002年 4月6日 |
| 2    | 英知くんとの約束              | まさきひろ | 難波日登志     | 平田豊     | 清水博幸   | 4月13日       |
| 3    | マネージャーさんが来た        | 田村竜     | 小寺勝之       | 古川政美   | 斎藤哲人   | 4月20日       |
| 4    | 詞にこめた思い                | 中瀬理香   | 山口美浩       | 山口美浩   | 清丸悟     | 4月27日       |
| 5    | はじめてのお仕事              | 吉村元希   | 小寺勝之       | 清水明     | 河南正昭   | 5月4日        |
| 6    | スタジオの長い日              | 田村竜     | 吉本毅         | 吉本毅     | 石倉敬一   | 5月11日       |
| 7    | フルムーン、デビュー!         | まさきひろ | 西村純二       | 古川政美   | 江森真理子 | 5月18日       |
| 8    | ヒットって本当?               | 中瀬理香   | 東海林真一     | おゆなむ   | 清水博幸   | 5月25日       |
| 9    | 聞いてほしいのに              | 吉村元希   | 西村純二       | 清水明     | 河南正昭   | 6月1日        |
| 10   | 芸能界の掟!?                  | 広平虫     | 伊藤尚往       | 伊藤尚往   | 清丸悟     | 6月8日        |
| 11   | 危険なレンズ                  | 田村竜     | 佐藤照雄       | 佐藤照雄   | 江森真理子 | 6月15日       |
| 12   | ねぎラーメンと聖者の石        | まさきひろ | 吉本毅         | 吉本毅     | 石倉敬一   | 6月22日       |
| 13   | ちっちゃなコンサート          | 中瀬理香   | 清水明         | 清水明     | 河南正昭   | 6月29日       |
| 14   | がんばれ! 代理マネージャー    | 広平虫     | 東海林真一     | 岩崎太郎   | 清水博幸   | 7月6日        |
| 15   | ファースト・キス!?            | 吉村元希   | こでらかつゆき | 吉田俊司   | 斎藤哲人   | 7月13日       |
| 16   | ライバル登場!                 | まさきひろ | 岩崎太郎       | 上野史博   | 清丸悟     | 7月20日       |
| 17   | すれ違う二人                  | 中瀬理香   | 松下ユキヒロ   | 清水明     | 河南正昭   | 7月27日       |
| 18   | 走れ! オーディションへ!       | 中瀬理香   | 加藤洋人       | 吉本毅     | 石倉敬一   | 8月3日        |
| 19   | 届かない歌声                  | 田村竜     | 小島多美子     | 鈴木芳成   | 江森真理子 | 8月10日       |
| 20   | めろこ、ひとりぼっち          | まさきひろ | 清水明         | 清水明     | 近藤優次   | 8月17日       |
| 21   | 新たな思い                    | 吉村元希   | 福本潔         | おゆなむ   | 石倉敬一   | 8月24日       |
| 22   | ワクワク! ソロライブ          | 中瀬理香   | わたなべひろし | 清水明     | 河南正昭   | 8月31日       |
| 23   | お引越しパニック              | 田村竜     | 東海林真一     | 上野史博   | 清丸悟     | 9月7日        |
| 24   | お父さんの歌                  | 広平虫     | 小島たみこ     | 鈴木芳成   | 江森真理子 | 9月14日       |
| 25   | 若王子先生にお願い            | まさきひろ | 加藤洋人       | 吉本毅     | 石倉敬一   | 9月21日       |
| 26   | 伝えたいもの…                 | まさきひろ | 奥田誠治       | 佐藤照雄   | 近藤優次   | 9月28日       |
| 27   | 絶対に負けない                | 吉村元希   | わたなべひろし | 清水明     | 河南正昭   | 10月5日       |
| 28   | 満月って恋の達人?             | まさきひろ | 東海林真一     | 渡辺健一郎 | 清丸悟     | 10月12日      |
| 29   | 新たな死神・いずみ&ジョナサン | 中瀬理香   | 小島たみこ     | 鈴木芳成   | 江森真理子 | 10月19日      |
| 30   | 英知くんを知る人              | 田村竜     | 佐藤照雄       | 佐藤照雄   | 近藤優次   | 10月26日      |
| 31   | 学園祭の秋なんです            | 広平虫     | わたなべひろし | 清水明     | 河南正昭   | 11月2日       |
| 32   | 素顔の円                      | 吉村元希   | 東海林真一     | おゆなむ   | 石倉敬一   | 11月9日       |
| 33   | 忍び寄る病魔                  | まさきひろ | 小島多美子     | 鈴木芳成   | 江森真理子 | 11月16日      |
| 34   | ブランコのおじさん            | 中瀬理香   | 加藤敏幸       | 清水明     | 近藤優次   | 11月23日      |
| 35   | 英知くんからのメール!?        | 中瀬理香   | わたなべひろし | 佐藤照雄   | 河南正昭   | 11月30日      |
| 36   | 運命の新人賞                  | 杉浦真夕   | 東海林真一     | 洪憲杓     | 清丸悟     | 12月7日       |
| 37   | 満月からの贈り物              | 田村竜     | 小滝礼         | 鈴木芳成   | 江森真理子 | 12月14日      |
| 38   | おばあちゃんの過去            | 吉村元希   | 小島多美子     | 清水明     | 近藤優次   | 12月21日      |
| 39   | 太平洋を越えて                | まさきひろ | わたなべひろし | 高橋順     | 前田明寿   | 12月28日      |
| 40   | 盗まれたペンダント            | 広平虫     | 東海林真一     | 東海林真一 | 清丸悟     | 2003年 1月4日 |
| 41   | 英知くんのいる街へ            | 中瀬理香   | 小島多美子     | 佐藤照雄   | 河南正昭   | 1月11日       |
| 42   | エターナルスノー              | 吉村元希   | 加藤敏幸       | 清水明     | 南伸一郎   | 1月18日       |
| 43   | もう二度と歌わない            | 杉浦真夕   | 小島多美子     | 鈴木芳成   | 江森真理子 | 1月25日       |
| 44   | 共鳴する心                    | 吉村元希   | 東海林真一     | 洪憲杓     | 清丸悟     | 2月1日        |
| 45   | いずみの誘惑                  | 中瀬理香   | 小滝礼         | 佐藤照雄   | 河南正昭   | 2月8日        |
| 46   | 新月の夜に                    | 田村竜     | 小島多美子     | 清水明     | 近藤優次   | 2月15日       |
| 47   | 生きる希望                    | 広平虫     | 西村純二       | 鈴木芳成   | 江森真理子 | 2月22日       |
| 48   | フルムーンになれない!?        | まさきひろ | 東海林真一     | 東海林真一 | 服部憲知   | 3月1日        |
| 49   | 満月の思い・めろこの思い      | 杉浦真夕   | 佐藤照雄       | 佐藤照雄   | 河南正昭   | 3月8日        |
| 50   | どうしても言えない            | 田村竜     | 西村純二       | 清水明     | 南伸一郎   | 3月15日       |
| 51   | 運命の日                      | 吉村元希   | 小島多美子     | 鈴木芳成   | 江森真理子 | 3月22日       |
| 52   | 満月（フルムーン）をさがして  | 中瀬理香   | 加藤敏幸       | 加藤敏幸   | 工藤裕加   | 3月29日       |

### 放送局
| 放送期間（または、放送体制） | 放送時間         | 放送局         | 対象地域       | 備考                |
| ---------------------------- | ---------------- | -------------- | -------------- | ------------------- |
| 2002年4月6日 - 2003年3月29日 | 土曜 7:30 - 8:00 | テレビ東京     | 関東広域圏     | 製作局              |
|                              |                  | テレビ北海道   | 北海道         |                     |
|                              |                  | テレビ愛知     | 愛知県         |                     |
|                              |                  | テレビ大阪     | 大阪府         |                     |
|                              |                  | テレビせとうち | 岡山県・香川県 |                     |
|                              |                  | TVQ九州放送    | 福岡県         |                     |
| 遅れネット                   | 金曜 7:00 - 7:30 | 奈良テレビ     | 奈良県         | 独立局              |
|                              | 遅れ放送         | BSジャパン     | 日本全域       | BS放送 現・BSテレ東 |

また、CS放送チャンネルのAT-X、アニマックスでも放送された。

## ラジオドラマ
2002年6月3日から8月12日にかけてSUPER STAR QR月曜にてラジオドラマを放送。本編以前をねぎラーメンの二人を主人公に描く。

## 吟遊名華
「吟遊名華」（ぎんゆうめいか）は、『りぼん』2001年11月号に掲載され『満月をさがして』2巻に併録されている、種村にとって4年振りとなる読切作品。
題名は、吟遊詩人の「吟遊」と美しい花を意味する「名花」と同じ意味の「名華」からつくられた作者の造語である。
音大付属中学に推薦してもらうためコンクール優勝を目指す桐生秋吉（きりゅう あきよし）と、彼が隠れて練習していた場所で出会った「桜の精」を名乗る少女花音の交流を描いた作品。
問題があったため本作の収録を諦めていたが、周りの支えによって修正の上で単行本に収録した旨を種村が述べている。単行本において種村は何が問題であったかは具体的に述べていないが、雑誌掲載時の冒頭に「一人では弾けない "カノン" という曲をなぜか一人で弾かされることになった」という設定があったものが、「皆が自由曲の中一人だけ課題曲 "カノン" を弾かされることになった」という設定に置き換えられている。

## 関連商品

### 書誌情報
- 種村有菜『満月をさがして』集英社〈りぼんマスコットコミックス〉
  1. 2002年6月14日、ISBN 4-08-856380-8
  2. 2002年10月20日初版発行、ISBN 4-08-856408-1
  3. 2003年3月14日、ISBN 4-08-856445-6
  4. 2003年8月8日、ISBN 4-08-856483-9
  5. 2004年1月15日、ISBN 4-08-856514-2
  6. 2004年6月15日、ISBN 4-08-856542-8
  7. 2004年7月15日、ISBN 4-08-856549-5

### DVD情報
- 『満月をさがして』（バンダイビジュアル）
  1. 2002年12月21日発売、BCBA-1377
  2. 2002年12月21日発売、BCBA-1378
  3. 2003年1月25日発売、BCBA-1379
  4. 2003年1月25日発売、BCBA-1380
  5. 2003年2月25日発売、BCBA-1381
  6. 2003年2月25日発売、BCBA-1382
  7. 2003年3月28日発売、BCBA-1383
  8. 2003年3月28日発売、BCBA-1384
  9. 2003年4月25日発売、BCBA-1385
  10. 2003年4月25日発売、BCBA-1386
  11. 2003年5月23日発売、BCBA-1387
  12. 2003年5月23日発売、BCBA-1388
  13. 2003年6月27日発売、BCBA-1389

### CD情報
- 満月をさがして オリジナルサウンドトラック （EMIミュージック・ジャパン、2002年8月28日発売） TOCT-24836
  - 満月をさがして オリジナルサウンドトラック Vol.2 （EMIミュージック・ジャパン、2003年2月13日発売） TOCT-24918
- 満月をさがして フルムーン・ファイナルライブ （EMIミュージック・ジャパン、2005年10月19日発売） TOCT-25818

### ゲーム内コラボ
- Alice Closet（DMM GAMES、2020年8月20日～10月1日にかけてコラボ） - 満月・タクト・めろこをイメージしたコーデガチャが登場。